# 声に出すと赤っ恥
『声に出すと赤っ恥』（こえにだすとあかっぱじ）は、日本のパンク・ロックバンド、ガガガSPの6枚目のオリジナル・アルバム。2008年2月5日発売。発売元はLD&K Records/俺様レコード。

## 解説
- ガガガSPがインディーズに戻ってから最初のアルバムである。
- ジャケットには、「バンドを90歳まで続ける」などを主な内容とした宣言が書かれている。

## 収録曲
1. 神戸駅（アルバムバージョン）
2007年1月に発売された13thシングル。
作詞・作曲：コザック前田
2. 淡い頃の話
作詞・作曲：コザック前田
3. 幸福哲学第一人者
作詞・作曲：コザック前田
4. センチメンタル僕
作詞・作曲：コザック前田
5. 声に出すと赤っ恥
作詞・作曲：コザック前田
6. ユーコ
サウンドはロックで歌詞はヒップホップより早口。
アルバム「俺様天才偉業集」にも収録された。
作詞・作曲：コザック前田
7. フラレ男の哀しい歌
作詞・作曲：コザック前田
8. 野球少年の詩
作詞・作曲：コザック前田
2007年6月に発売された14thシングル。
9. ところがどっこい生きている
作詞・作曲：コザック前田
10. 恋する音楽
作詞・作曲：山本聡
11. ヨイトマケの唄
作詞・作曲：美輪明宏
12. 恋は果てなく
作詞・作曲：コザック前田
13. 振り出し人生
作詞・作曲：コザック前田
このアルバムにおいて事実上の最終曲となっている。この後しばらく無音となったのち、次の2曲（ボーナス・トラック）が始まる。
14. My First Kiss（アルバムバージョン）
作詞・作曲：実川俊晴
2007年1月に発売された13thシングル「神戸駅」のカップリング曲としても収録されている。
2006年、「日産・セレナ」のCMソングに使われた。
15. にんげんっていいな（セレナヴァージョン）
作詞：山口あかり、作曲：小林亜星
J-POP・パンク・ロック・フォークなどのソロアーティストであるメガマサヒデと、「セックスマシーン」のボーカルである森田剛史と、ガガガSPで結成されたガガガDXとして発表された曲。「My First Kiss」と同様に「日産・セレナ」のCMソングに使われた。また、レコード会社直営サウンド（現:レコチョク）で先行リリース。デイリーチャート最高2位、ウィークリーで5位を記録した。